# Michael Obst
Michael Obst   (Leipzig, 22 de juny de 1944) és un remer alemany, ja retirat, que va competir durant la dècada de 1950.
El 1960 va prendre part en els Jocs Olímpics d'Estiu de Roma, on guanyà la medalla d'or en la prova del quatre amb timoner del programa de rem. Formà equip amb Gerd Cintl, Horst Effertz, Klaus Riekemann i Jürgen Litz.
En el seu palmarès també destaca una medalla d'or al Campionat d'Europa de rem de 1959 i dos campionats alemanys, el 1958 i 1959. Posteriorment emigrà a Xile.